# Mladen Ramljak
Mladen Ramljak (Zagreb, 1 juli 1945 – 13 september 1978) was een Joegoslavisch voetballer.
Als twaalfjarige werd hij lid van Dinamo Zagreb, bij welke club hij al op zijn zeventiende in het eerste debuteerde. Op zijn twintigste maakte Ramljak zijn debuut in het nationale elftal van Joegoslavië.
Op 31 augustus 1967 won hij met Dinamo de Jaarbeursstedenbeker (de voorganger van de UEFA Cup) door Leeds United met 2–0 te verslaan. Op 20 november 1973, hij was toen achtentwintig jaar, tekende Mladen Ramljak bij Feyenoord een contract voor drieënhalf jaar.
Ramljak, die een voorkeur had voor de plaats van voorstopper, was voor zijn komst naar Feyenoord aanvoerder van Dinamo Zagreb, waarvoor hij ruim vijfhonderd wedstrijden had gespeeld. Ramljak was afgestudeerd als econoom.
Ramljak speelde zijn debuutwedstrijd voor Feyenoord tegen NAC op 23 december 1973 (3–1). Met Feyenoord won Ramljak op 29 mei 1974 de UEFA Cup door Tottenham Hotspur in de returnwedstrijd in Rotterdam met 2–0 te verslaan (de uitwedstrijd was in 2–2 geëindigd).
Mladen Ramljak bleef tot en met het seizoen 1976/77 bij Feyenoord. Zijn laatste wedstrijd voor Feyenoord speelde Ramljak tegen NAC op 1 mei 1977 (1–1).
Hij vertrok vervolgens naar AZ '67, maar na een paar maanden werd hij echter afgekeurd zonder een wedstrijd in competitieverband voor AZ '67 te hebben gespeeld.
Ramljak overleed op 13 september 1978 ten gevolge van een auto-ongeluk in zijn geboorteland.

## Erelijst
| Competitie            |               |                           |               |               |
| Competitie            | Aantal        | Jaren                     |               |               |
| Dinamo Zagreb         | Dinamo Zagreb | Dinamo Zagreb             | Dinamo Zagreb | Dinamo Zagreb |
| --------------------- | ------------- | ------------------------- | ------------- | ------------- |
| Internationaal        |               |                           |               |               |
| Jaarbeursstedenbeker  | 1x            | 1966/67                   |               |               |
| Nationaal             |               |                           |               |               |
| Beker van Joegoslavië | 3x            | 1962/63, 1964/65, 1968/69 |               |               |
| Feyenoord             |               |                           |               |               |
| Internationaal        |               |                           |               |               |
| UEFA Cup              | 1x            | 1973/74                   |               |               |
| Nationaal             |               |                           |               |               |
| Eredivisie            | 1x            | 1973/74                   |               |               |
| AZ                    |               |                           |               |               |
| KNVB beker            | 1x            | 1977/78                   |               |               |